# Johan Ludvig Reventlow
Johan Ludvig greve Reventlow (født 28. april 1751 i København, død 1. marts 1801 på Brahetrolleborg) var lensgreve, landbopolitiker og godsejer, lillebror til Christian Ditlev Reventlow.
Johan Ludvig Reventlow opholdt sig ved Sorø Akademi fra 1764-1767, blev senere deputeret ved rentekammeret, og senere i Økonomi- og Kommercekollegiet og medlem af Den Store Landbokommission. Han overtog i 1775 baroniet Brahetrolleborg på Sydfyn, og i 1788 forlod han sine embedshverv for helt at koncentrere sig om godset.
Johan Ludvig Reventlow var som broderen Christian Ditlev Frederik Reventlow stærkt optaget af landboforholdene, og begyndte allerede kort efter overtagelsen af godset at indføre reformer; han afskaffede straffemidlerne og senere lempede han hoveriet og tilbød bønderne arvefæste og begyndte en udstykning af gårdene. Han gennemførte også landbrugstekniske nyskabelser, bl.a. introducerede han rapsdyrkning og indrettede industrielle virksomheder som garveri og hammerværk.
Også på skoleområdet udførte Johan Ludvig Reventlow en pionerindsats med forbedringer af skolerne i baroniet, og oprettelse af et lærerseminarium på Brahetrolleborg.

## Liv og gerning
Efter 1764-67 at have opholdt sig ved Sorø Akademi foretog han sammen med broderen en rejse i Tyskland, Schweiz, Frankrig og England. Trods sin ungdom var han en opmærksom rejsende. I Frankrig fik han øjet op for det urimelige i, at når en bonde forbedrede sin gård, forhøjedes hans skatter i stedet for, at han burde belønnes. I England beundrede han fabrikdriften og glædede sig over, at små børn arbejdede såvel som de voksne, og at konerne fortjene lige så meget som mændene.

### Karriere
Som unge mænd af hans stand plejede, trådte han ind på embedsbanen, Han blev 1766 kammerjunker, 1773 auskultant i Rentekammeret og 1774 kammerherre. Han delte sin families og hele den tyske kredses forbitrelse over A.P. Bernstorffs afskedigelse 1780, men trådte dog det følgende år ind som deputeret i Rentekammeret uden gage. Da de hemmelige forhandlinger mellem kronprinsen og Bernstorff førtes efter 1782 om en regeringsforandring efter den førstes konfirmation, deltog han i dem. Han spillede ingen rolle ved selve statsomvæltningen, men han og Ernst Schimmelmann holdt en sikkert aldeles overflødig nattevagt hos kronprinsen i de følgende dage. Han blev nu deputeret i Økonomi- og Kommercekollegiet samt medlem af Den Store Landbokommission. Men han følte sig ikke som broderen tilfreds med embedsstillingerne, 1788 trak han sig tilbage fra dem alle, men blev indtil sin død formelt stående i Økonomi- og Kommercekollegiet, og ville ikke engang overtage amtmandspladsen i Odense, der blev ham tilbudt.

### Tilhænger af landboreformer
Det var landet, der trak ham bort fra hovedstaden. Som hele hans slægt elskede han landlivet, og han anså det for sit livs opgave at virke for forbedringen af sit gods, Baroniet Brahetrolleborg, som han arvede ved faderens død 1775 og tiltrådte 2 år efter, da han var blevet myndig. Den 16. maj 1778 ægtede han Anna Sybilla Schubart, datter af Oberst C. R. Schubart og Inger f. Løvenskiold. Han fik i hende en ligesindet hustru, og deres hjem blev ved siden af de holstenske herregårde et samlingspunkt for slægten og for den hele tyske kreds. Det var ikke glimrende udsigter, det unge par havde; Hans gæld udgjorde 68.000 rdl., og trods de mange beregninger, han gjorde over, hvorledes den skulle blive afbetalt, havde han dog inden sin død næsten fordoblet den.
Der var mellem Danmarks godsejere den gang mange, der var opfyldte af tidens filantropiske ideer og villige til at bringe ofre for at skaffe deres undergivne bedre vilkår, men der er næppe nogen, hvis hjerte har slået varmere for denne sag end Reventlows, og heller ikke mange, der have lidt flere skuffelser, uden at det formåede at afkøle Iveren. Der er en Lighed mellem den Tids Reformvenner og Renæssancetidens Mænd; det er den samme Følelse af, at et nyt Tidsafsnit er i Vente, der får hjerterne til at banke af forventning. Men det er dog ikke det samme varme blod, der ruller gennem årerne hos det 18. århundredes reformatorer, som hos det 16. Det er, som var det opspædt af sentimentalitet og føleri, og dette gælder ikke mindst den kreds, Reventlow tilhørte, og særlig ham selv. Han havde en mærkelig tro til virkningen af, at alt foretoges med en vis ostentation, både sorg og glæde skulle vises på en "feierlich" måde, ligesom han var opfyldt af alskens teori, der aldrig havde haft eller kunnet få rod i jorden, og aldeles kritikløs over for andres teorier af samme slags. Dertil kom, at med hele sin varme kærlighed til Danmark var han dog i sin rod tysk og blev aldrig andet. Han var sig også vel bevidst, at han ikke hørte til "de egentlige danske", og hans mangel på forståelse af det folk, i hvis midte han levede og virkede, bidrog sit til, at så meget mislykkedes for ham. Men det kan ikke nægtes, at det var den tyske kreds, han tilhørte, der repræsenterede fremskridtet, og Reventlow var i mange måder dens foregangsmand, men kom rigtignok ofte til at vise, hvorledes sagerne ikke skulde gribes an. Heri er han meget forskellig fra den ældre broder, med hvem han i øvrigt hele sit liv levede i den fortroligste forståelse.

### Indførelse af kobbelbrug
Ringest gik det med hans eget agerbrug, der naturligvis skulle indrettes efter holstensk mønster, uden at han vistnok selv havde den mindste forstand derpå. Til dette, som til alt andet, skulle der bruges udlændinge. Han havde først en engelsk forvalter, siden en tysk; denne var en, selv for de tider usædvanlig, projektmager, der i løbet af 2-3 Aar nåede at få sat mellem 10.000 og 20.000 rdl. til foruden den skade, han tilføjede jorden. For så at skaffe penge måtte Reventlow hugge hensynsløst i sine skove; det skulle naturligvis være en rationel gennemhugning, men det blev ikke til gavn for skovene, der først efter hans død atter bragtes i god stand.

### Godsreformer for bønderne
Da han overtog godset, havde han sammenkaldt bønderne og holdt en tale til dem om deres rettigheder og pligter samt ladet dem nedrive træhesten og gabestokken. Han dannede sig tillige, hvad han kaldte sit parlament, et råd af 8 bønder, med hvilke han forhandlede om alle godsets anliggender, og da især om udskiftning og udflytning af gårdene og om at ombytte livsfæstet med arvefæste. I året 1787 kunne han i en højtidelig forsamling erklære hoveriet for ophævet og alle sine 88 gårdmænd for frie arvefæstere. Men endnu inden året var omme, var der en del af bønderne, som fortrød, hvad de havde gjort, og endog klagede over ham til Kancelliet, og da dette henviste sagen til lands lov og ret, var Reventlow vred, ikke blot på Kollegiet, men også på sin broder. Det lykkedes dog ikke bønderne at forhindre, at Reventlows plan i det væsentlige blev gennemført.
Om udskiftningen af godset giver Begtrup i 1806 følgende redegørelse:
"Førend Bøndergodset blev skjænket Arvefæste paa deres Gaarde, som skede i aaret 1788, var samme kort før blevet udskiftet af Fællesskabet. Ved Udskiftningen blev antagen til Regel, at Jordarternes indbyrdes Forhold skulde bestemmes efter den bedste Jord, som fandtes i tvende af Haagerup og Flæninge Byers Marker, og den bedste Jord ansat til 12. Efter den saaledes antagne bedste Jord, er den ringere taxeret til 11, 10, 9, 7, 5, osv. Til en Tønde Hartkorn er beregnet 5 Td. Land geometrisk til Taxten 12. De udflyttede Gaarde ere got byggede af Eeg og Fyr, og i Stuehuset brændte Steen, hver Gaard har kostet Herskabet 7-800 Rdlr. at bygge, og nogle mere. Man har ikke sparet paa Udflyttere, af 62 Bøndergaarde i Brahetrolleborg Sogn ere 25 udflyttede. Huusmændenes Huse ere ligesaa got byggede, som Gaardene. Ethvert Huus med Jord har 1-3 skp. Hartkorn, med et Areal af 3 Td. bonitered Jord."
Uddybende oplyser Begtrup følgende:
"Ved Baroniets Udskiftning fortjener den Omstændighed at bemærkes, som nok neppe finder Sted paa andre Godser. Den Sal. Greve indsaae, at dersom Gaardene i en Bye beholde deres Hartkorn uforandret, vilde Udlodderne erholde efter Taxation et betydelig større Areal til deres Hartkorn, end Indlodderne, hvilket vilde med Tiden blive til Fornærmelse for Indlodderne, og gjøre Byrderne ulige. Af den Aarsag har han med kongelig Tilladelse givet enhver Gaard i en Bye et ligestort Areal af Jord, for Ex. 55 Td. Land geometrisk, men efter dens Godhed og Bonitering tillagt den forskjelligt Hartkorn, saaat alle Gaardene have lige meget Jord, men ulige Hartkorn. ..Ideen synes at fortjene Opmærksomhed og at være rigtig."
Arvefæstere skulle ikke betale deres afgifter i korn men i penge som gennemsnittet af 10 års kapiteltakst. Begtrup oplyser herom:
"Da denne Afgivt træder i Stedet for Indfæstningspenge, Landgilde, Hoveripenge, Korntienderne og Qvægtienden, Degnetraven, samt Udskiftnings Omkostningerne vil man visselig ikke finde den høi. Thi hvo tager i Betænkning at give i Forpagtning af Tønde Land bedste Jord, især hvorover man har Ejendomsret, 4 Rdlr. og derover; dernæst beløbe de anførte Byrder, som hvile paa Proprietairbonden, som savner Ejendomsret, til en ligesaa stor aarlig Afgivt."
Det var med andre ord særdeles fordelagtige vilkår, arvefæsterne fik. "Imidlertid maa man paa den anden Side tilstaae, at Baroniet har ved sine Arvefæstecontracter forsikkret sig en ulige større Jordbogsindtægt, end nogen Godsejer i Fyen kan rose sig af at have for nærværende Tid."
Begtrup oplyser, at "Greven var den første, og til sin Tid den eneste, som vidste at benytte sin Brakmark til Ærter, Vikker, Boghvede, Hør, Rapsæd m.v. Han er den eneste i Fyen som har lagt Vind paa Rapsæd, og det med megen Held. Siden 1790 lod han bestandig tilsaae 3 Tønder Land aarlig med Rapsædfrø, og som har lykkedes meget got, og betalt sig bedre end nogen anden Slags Sæd. Det slog aldrig feil, men gav efter et Middeltal 15-16 Td. Frø pr. Tde Land. Frøet solgtes i Kiel efter de gjeldende Priser fra 5-8 Rdlr. pr. Tønde Land. Han var den første som indførte og lod kaste mange tusende Favne bedækte Vandgrøvter [dræn], som nu finde saa megen Bifald. Han lod komme en Mængde ny Agerdyrkningsredskaber, fremmede Qvægracer, holsteenske og engelske, forskjellige Slags Sæd og Græsarter, han lod pløje med Stude osv. ..Han begyndte og et stort Skæfferi af en forædlet Art med spanske Vædre paa Afbyggeren Hypped. Man har der 250 stkr. Faar, som er en Blanding af spanske og engelske Faar, hvortil var sat 15 spanske Vædre. Skæfferiet skulde udvides til 400 Faar."

### Skove
Under baroniet hørte store skovområder af stor værdi. Skovenes egetræer blev klassificerede efter deres tykkelse i omkreds, og der blev indført retningslinjer for at sikre, at de blev fældet ved deres optimale størrelse. Tilsvarende disposition blev taget for bøgetræernes vedkommende. Der blev fastlagt kvoter for, hvor mange træer der årligt skulle fældes og hvor mange favne skovene kunne levere. En optælling i 1798 viste, at der fandtes 400 gamle ege og 1000 træer egede til skibstømmer, og dette træ blev solgt til Admiralitetet for flere tusinde rigsdaler. Foruden gavntræet blev særskilt solgt store mængder bark til København samt 2.200 favne brænde. Skovrideren oplyste, at der i disse år var indtægter på 10.000 rigsdaler årligt. Men samtidig skete der nyplantninger i form af egeplantager og fyrreplantager, mens jorden ikke egnede sig til grantræ.

### Industri
Reventlow forsøgte også at fremme industriel virksomhed på godset. Disse bestræbelser var mangfoldige og med vekslende fremgang. Blandt de mere fremgangsrige var et hørsvingeri, en pottemagerfabrik og et slibeværk.

### Arbejde for skolevæsenets forbedring
Sammen med landboreformerne gik på Trolleborg som andensteds skolevæsenets forbedring. Men Reventlow kunne ikke, som hans broder, vente, til han havde tilvejebragt midler til at udføre dette. Han opførte 3 nye skoler på godset og ansatte ved disse slesvigske seminarister, der var uddannede af hans ven Cramer i Kiel. Disse skoler, der nærmest var indrettede efter meklenborgsk mønster (de Rochowske Skoler), vakte megen opsigt og beundring, men der lød også klager både over lærernes indbildskhed, som Reventlow da også selv fik at føle, og over den religionsundervisning, der meddeltes. Reventlow forfattede selv en Katekismus for dem (1798), der skulle meddele alt praktisk og blot virkende på hjertet og af de dybeste hemmeligheder kun berøre det nødvendigste og i hensigtsmæssige udtryk. Reventlow blev korresponderende medlem af Den Store Skolekommission, da han ikke ville forlade sit gods for at tage del i forhandlingerne.

### Lærerseminarium
I 1794 oprettedes der tillige på Trolleborg et seminarium, men det lykkedes ikke i grevens tid at få det elevantal, det var beregnet på, 32. Planen var upraktisk og tog ikke hensyn til det standpunkt, hvorpå eleverne måtte stå. I forbindelse hermed stod fra 1795 opdragelsesanstalten Bernstorffsminde, det eneste danske filantropin, der en tid lang havde god tilgang. Den lededes af seminarieforstanderen Johann Friedrich Oest, men den reformerte præst Villaume, som var grevens højre hånd, havde stor indflydelse på den. I det hele var der lærere fra Danmark, Tyskland, England, Frankrig, lutheranere, reformerte, katholikker og deister i skøn forening. Flere af disse udlændinge underviste på deres eget sprog, som eleverne naturligvis ikke forstod.

## Eftermæle
Reventlow døde 1. marts 1801. Hans menneskekærlighed var ikke bleven afkølet ved den modstand, han havde mødt, og de mange uheld havde ikke rokket hans tro på, at hans bestræbelser skulle blive til gavn for menneskeheden. Han var i sin nærmeste kreds genstand for udelt beundring. Den tyske koloni i Danmark sparede ikke på gensidig beundring, men der er næppe nogen, hvem den blev til del i den grad som Ludvig Reventlow. Men han var også en skive for spot fra de danskes Side, og ofte betragtedes han med ligefrem uvilje. Der var grund både for beundringen og for spotten og uviljen, men selv hans uvenner kunne ikke nægte, at han havde været en såre uegennyttig mand, der tænkte mere på andre end på sig selv.